# Orange sanguine

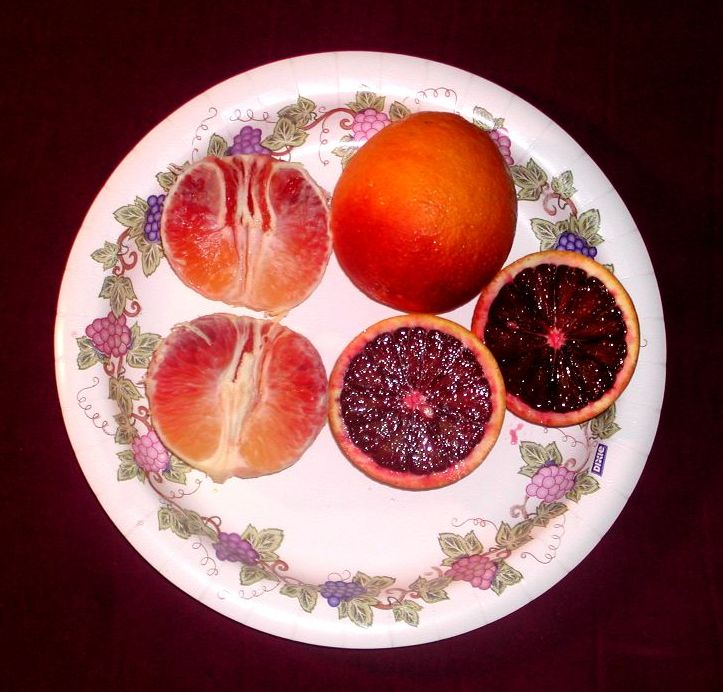
Oranges sanguines.

Pour les articles homonymes, voir Orange et Sanguine.
Pour l’article ayant un titre homophone, voir Oranges sanguines.
L'orange sanguine, ou sanguine, est une variété d'oranges douces, fruit de l'oranger (Citrus sinensis), dont la couleur de pulpe va du rouge sang au rouge sombre. Une forte amplitude thermique hivernale induit la production d'anthocyanes dans le fruit. Ces pigments, connus comme de puissants anti-oxydants, sont rares chez les agrumes dont la couleur jaune à orange parfois rose est causée par des caroténoïdes.

## Dénomination
En lien avec la couleur rouge : en italien arancia rossa, « orange rouge », de même en espagnol naranja roja o sanguina. Évoquant le sang : en anglais blood orange, en chinois : 血橙 ; pinyin : xuè chéng : 血 (xuè) « sang » 橙 (chéng) « orange », en français, en portugais laranja sanguínea ou laranja-de-sangue.

## Histoire

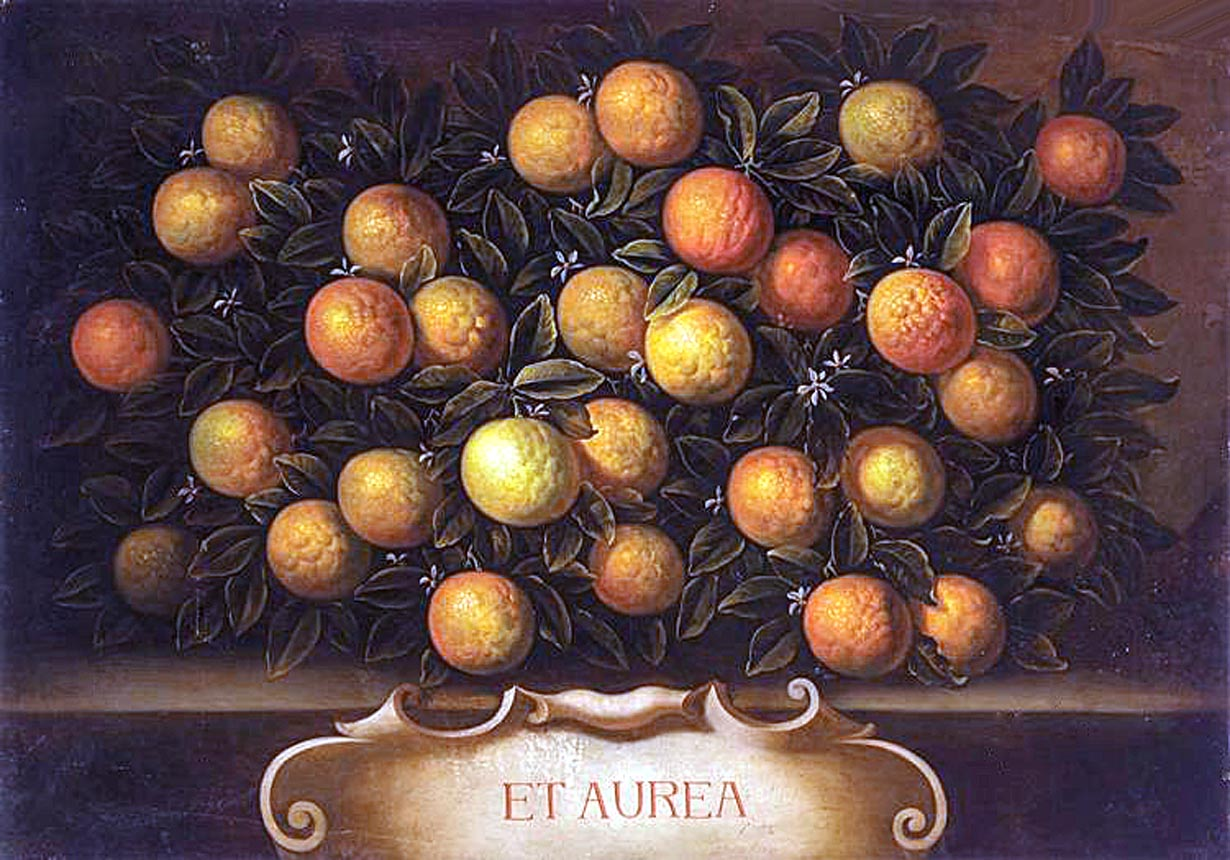
Nature morte aux oranges par Bartolomeo Bimbi, où l'on voit des oranges bien rouges.

La première description de l'orange sanguine est attribuée au jésuite italien Giovanni Battista Ferrari qui décrit en 1646 dans son chapitre Aurantium Indicum in infulis Philippinis (provenant des Iles Philippines) puisqu'il en décrit la pulpe pourpre,. La première représentation d'oranges sanguines est contemporaine par Bartolomeo Bimbi. Il faut attendre 1827 pour avoir une brève description en italien de Arancia rossa di Portogalo, si nomina anche arancia-granata, o di Malta ainsi nommée pour sa couleur (Orange du Portugal signifie orange douce). Il reste que la fréquence de arancia rossa dans les sources écrites italienne n'est significative qu'à compter de 1990.
En 1805 le Traité complet sur les pépinières d'Étienne Clavel mentionne la Sanguine d'Italie. La diffusion de pieds greffés commence en Algérie, à Blida, en 1865. En 1875, l'arbre est décrit comme oranger à fruits sanguins Citrus sanguinea en référence aux oranges sanguines du Caire. L'orange sanguine de Malte est également citée, avec des formes à gros fruits (1884),. Les obtenteurs diffusent une orange sanguine de Biskra à la fin de siècle.
Blood orange est largement fréquent dans les sources américaines de 1880 à 1914 au moment de la création des vergers de Californie et de Floride. Deux cultivars ont donné de bons résultats : la maltaise sanguine et la Ruby.

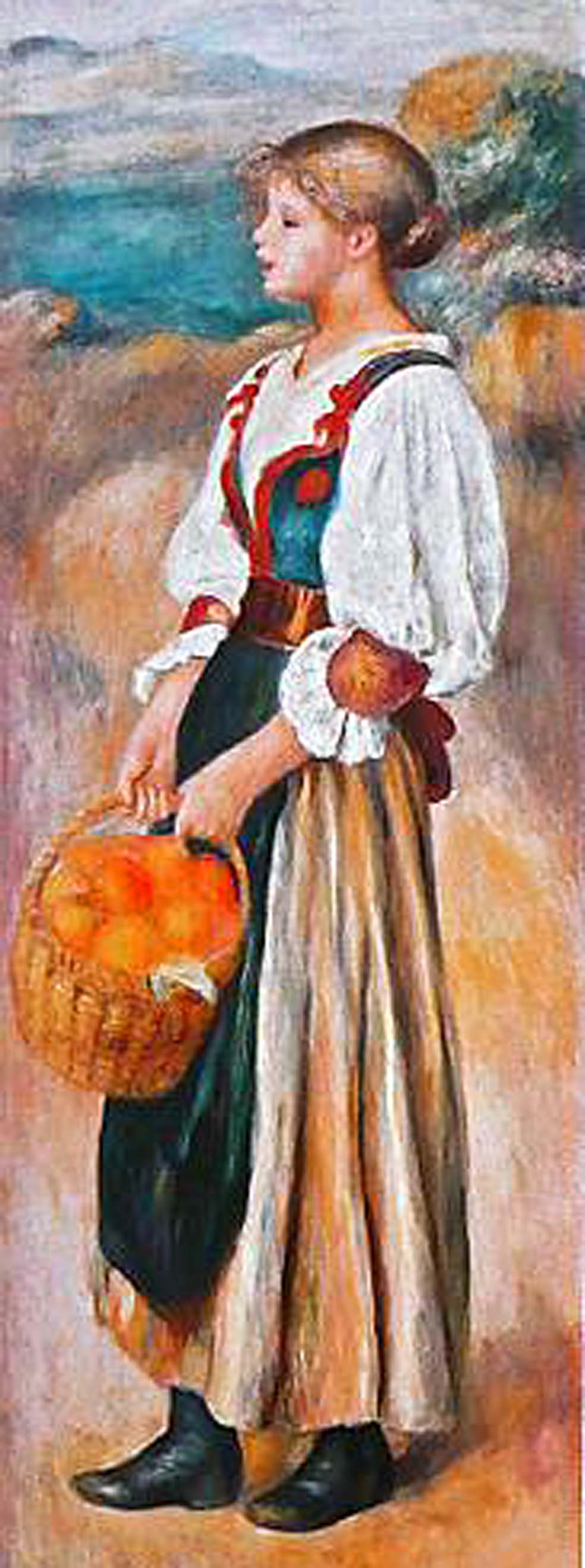
Auguste Renoir, Marchande d'oranges (1889).

Dans toutes les langues la fréquence des mots « orange sanguine » dans la littérature croît fortement depuis la fin du XXe siècle, en corrélation avec antioxydant,,. L'inventaire de ses composés antioxydants (anthocyanes, acide ascorbique et acides hydroxycinnamiques) montre que le niveau d'anthocyane notamment est suffisant pour avoir une action positive sur la santé. Une action anti-adipogène de ces mêmes anthocyanes a été démontrée in vitro (2019).
L'histoire des variétés est incertaine, il existe deux zones de domestication. La première est un foyer méditerranéen avec trois dérivations indépendantes : une sicilienne Doppio Sanguigno / Maltaise Sanguine, une espagnole à partir de Doblefina - qui donne Sanguinelli, et une palestinienne avec Shamouti Blood ou Palestine Blood Jaffa Orange - chimère peut-être dérivée d'un greffage de maltaise sanguine. La seconde zone est chinoise et serait assez récente (vers 1900, ce qui contredit Ferrari), l'orange sanguine Jingxian enregistrée dans le registre officiel de la région de Huaihua en 1996.

## Une couleur unique

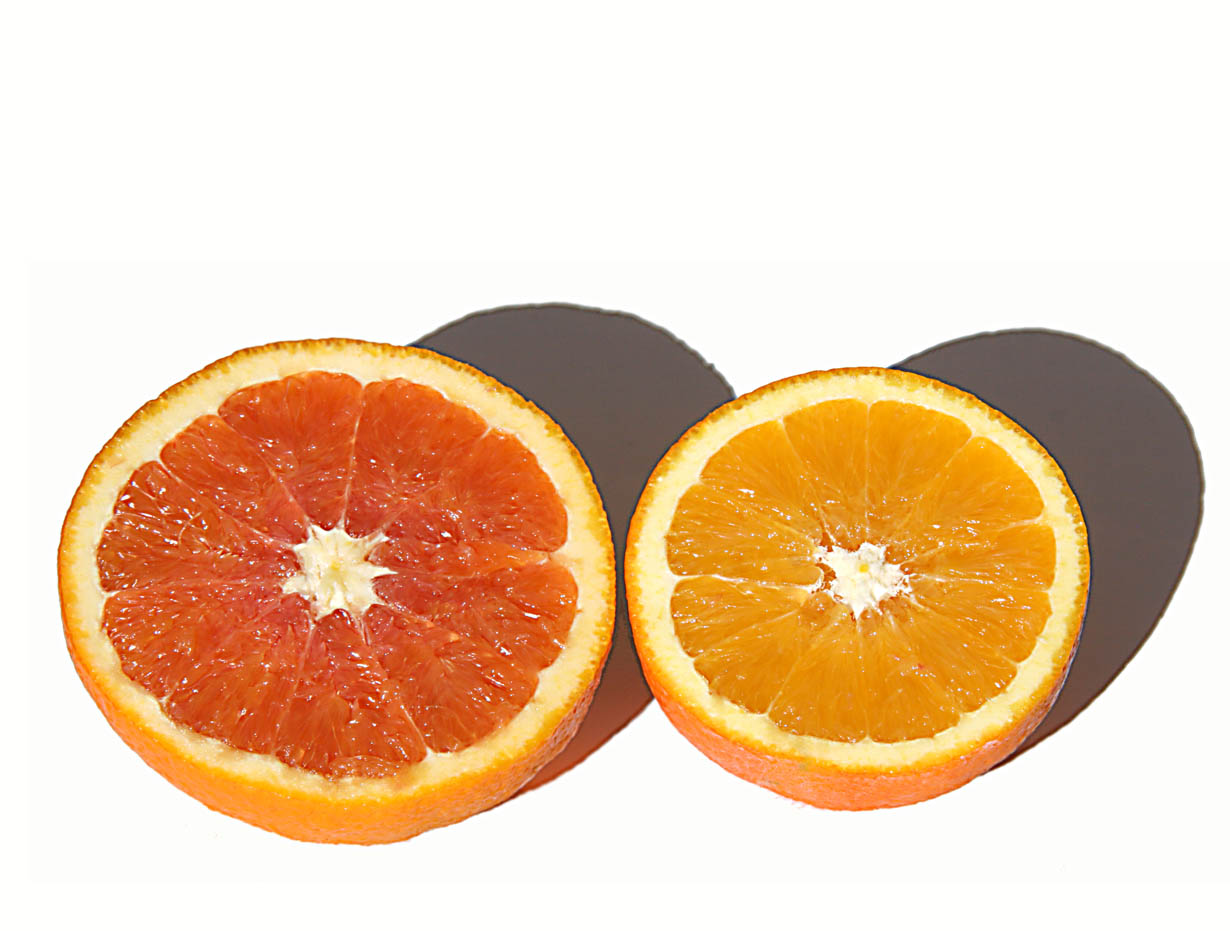
Coloration très rouge de l'orange douce Cara Cara (à gauche), comparée à celle de Newhall (à droite) - fin décembre 2020 fruits portugais.

### Les anthocyanes
La couleur jaune à orangé des oranges douces leur est donnée par une trentaine de caroténoïdes,. Parmi eux, le lycopène — rouge — peut donner quand il est abondant des pulpes d'un rose-rouge profond comme celui du cultivar Cara Cara. La particularité des oranges sanguines est la présence d'anthocyanines au fort pouvoir colorant du rouge au noir (ce sont des flavonoïdes dont les influences positives sur la santé humaine sont reconnus de nos jours). On a séparé sept anthocyanes différentes, les anthocyanidines acétylées par l'acide malonique (cyanidines) sont majoritaires.
La biosynthèse de l'anthocyane dans l'orange sanguine a été décrite en 2012. Le niveau de transcription des gènes responsables de la production des anthocyanes varie selon l'activité des amplificateurs tcs (dont il existe deux variantes Tcs1 pour Tarocco et Doppio Sanguigno et Tcs2 pour la sanguine chinoise de Jingxian), lequel dépend du niveau de stress thermique. Les auteurs notent que ce phénomène ne se manifeste que dans le fruit alors qu'il est fréquent dans la nature dans les feuilles.

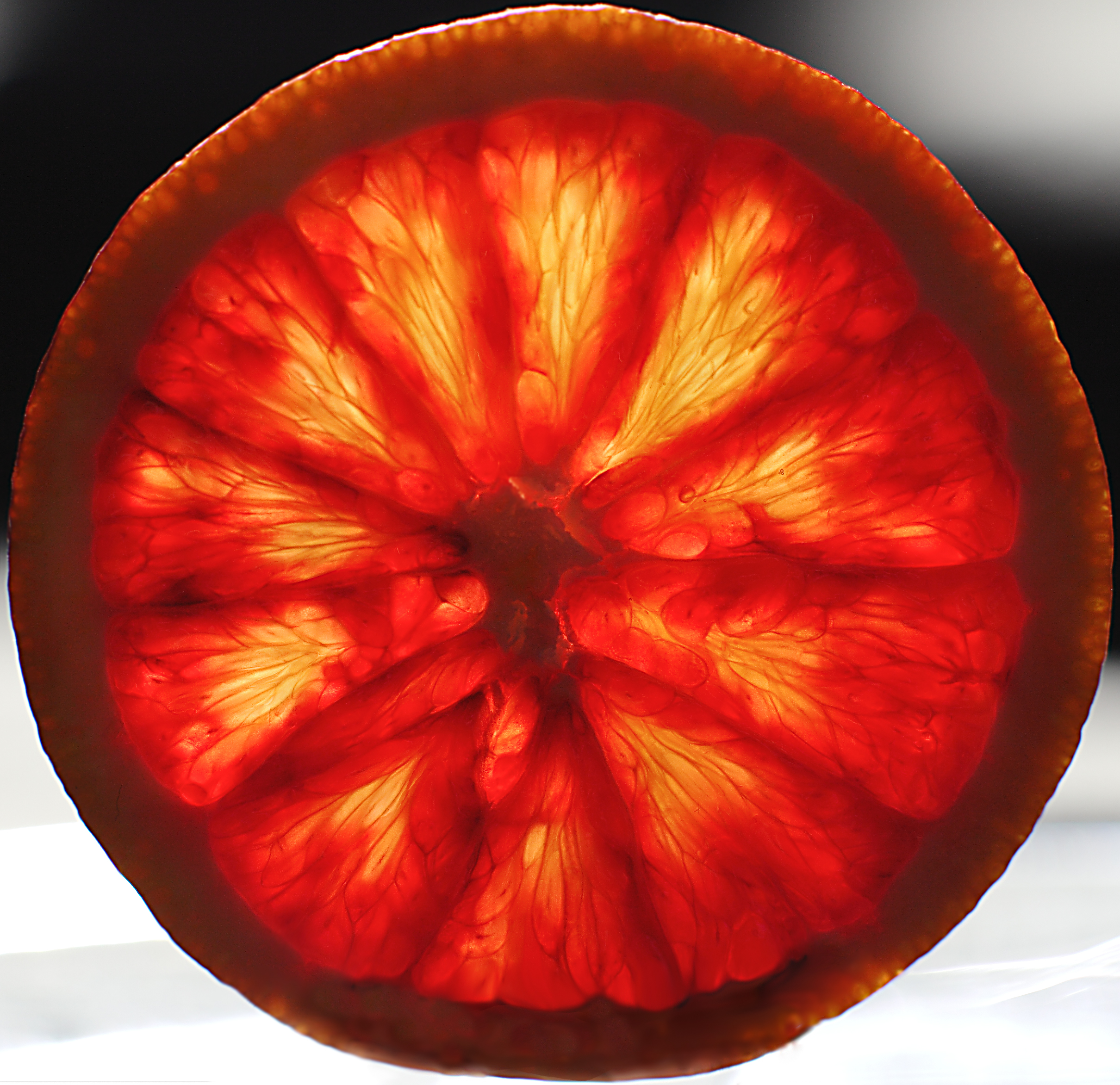
Coloration de l'orange sanguine.

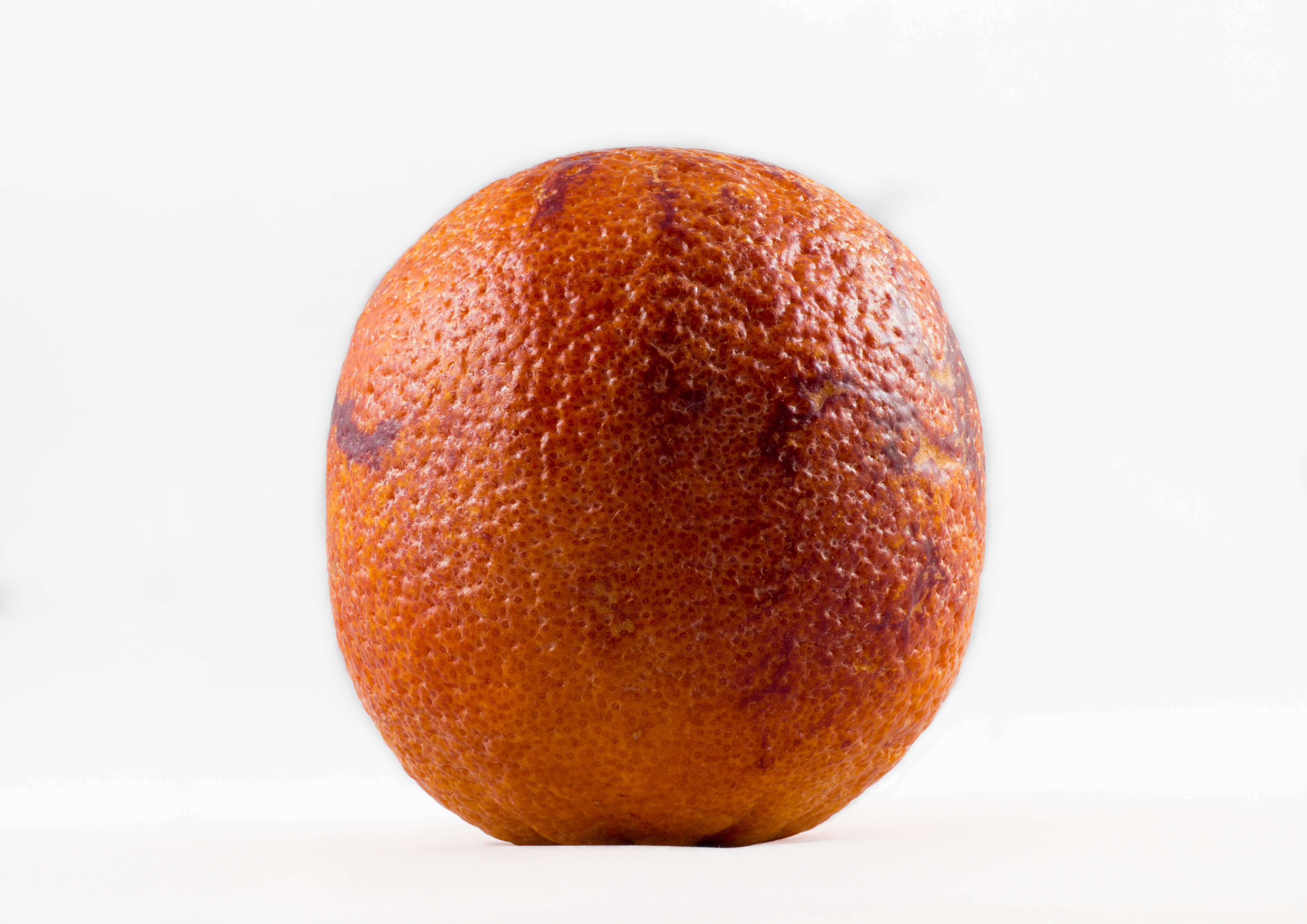
La peau se colore également sur les variétés les plus riches en anthocyanines.

### Degré de coloration difficilement contrôlable
Les sanguines sont plus ou moins colorées à l'extérieur et à l'intérieur selon la variété, la maturité, les amplitudes thermiques, l'exposition du fruit et la variété. Dans les pays à hiver doux, elles se colorent peu ou pas. Le stockage au froid (8 °C) augmente le niveau d'anthocyanes. La coloration progresse le long des parois avec la maturation. On distingue les light blood ou sanguines claires et les deep blood, sanguines foncées .
La coloration est due à l'insertion d'éléments transposables au niveau du génome, phénomène aléatoire qui rend la reproduction et la maitrise du mécanisme de coloration très délicate,. Ainsi, c'est par semis qu'a été obtenu le tangor AMOA8 très coloré (C. sinensis cv. Moro x C. deliciosa cv. Avana).

## Utilisation

### Cuisine
Parmi les utilisations classiques en cuisine la sauce maltaise est une sauce hollandaise additionnée de jus d'orange sanguine et d'une pincée de zeste râpé, elle accompagne les asperges.
Le jus colore des pâtisseries, et inévitablement en Italie les spaghettis (Spaghetti aux anchois et à l'orange sanguine) ou condimente les agnolotti au beurre de zeste d'orange sanguine,.
Le jus est utilisé par les chefs actuels dans des préparations froides (Joël Robuchon : émulsion d'orange sanguine sur gelée de baies sauvages, Jacques Maximin : terrine d'orange sanguines en gelée), ou glacées tels les sorbets,. L'orange sanguine accompagne poissons et crustacés, poulet et salades dans la cuisine actuelle qui apprécie sa couleur.

### Cocktails et boissons
La couleur des sanguines est mise à profit dans les boissons : soda Arancia Rossa Polara, liqueurs siciliennes Amara (Amaro di Arancia Rossa), Solerno, des vodka, des gin,,.
C'est dans les cocktails que l'orange sanguine s'exprime le mieux. Le plus ancien : Mimosa (jus d'orange sanguine et Champagne), classique italien le Spritz (jus d’orange sanguine, de vin mousseux et Apérol ou Campari), Gin sanguine (avec de la coriandre), Margarita sanguine, Amour sanglant (avec cognac et liqueur de vanille),,,.

### Effets sur la santé humaine
Il est établi que la consommation fréquente de végétaux riches en caroténoïdes et en flavonoïdes antioxydants est associée à un plus faible risque de cancer, de maladies cardiovasculaires et inflammatoires, pour ce qui concerne l'orange sanguine cette richesse est améliorée par un stockage au froid,. Un essai croisé randomisé, contrôlé, en simple aveugle, sur 30 Européens à qui on a fait boire quotidiennement 200 ml de jus d'orange sanguine sucré a montré des effets favorables sur la fonction endothéliale, la pression artérielle, le profil lipidique et les marqueurs inflammatoires (2020).
Une publication italienne (2018) sur les boissons à base d'orange sanguine conclut « la consommation d'oranges sanguines fraîches représente le moyen le moins cher d'assurer la consommation de composés bioactifs favorables à la santé tels que les anthocyanes et les HCA (acide ascorbique, acides hydroxycinnamiques).

## Cultivars
Les cultivars sont nombreux, la collection de l'Université de Californie Riverside compte 25 cultivars sanguins principalement d'oranges blondes. La liste en est : Delfino Doblafina (cv Entre Finan cv Grosse Ronde), Maltaise sanguine (cv. Boukhobza, cv. Demi sanguine), Moro, Navel sanguine (cv. Shahani et cv. Washington Sanguine), Ruby, Sanguinelli, Sanguinello, Tarocco (vc Bream), Vaccaro (tardive italienne), Valencia (cv Burris blood), Vaniglia sanguine (cv. Rio Farm) à ne pas confondre avec Vaniglia Sanguino (qui n'est pas une sanguine mais colorée par les lycopènes),. L'Orange à Feuilles Laciniées (curiosité décorative peu sanguine conservée à San Giuliano) aurait été décrite par Ferrari.
Les cultivars d'orange sanguine les plus diffusés sont :

### Moro

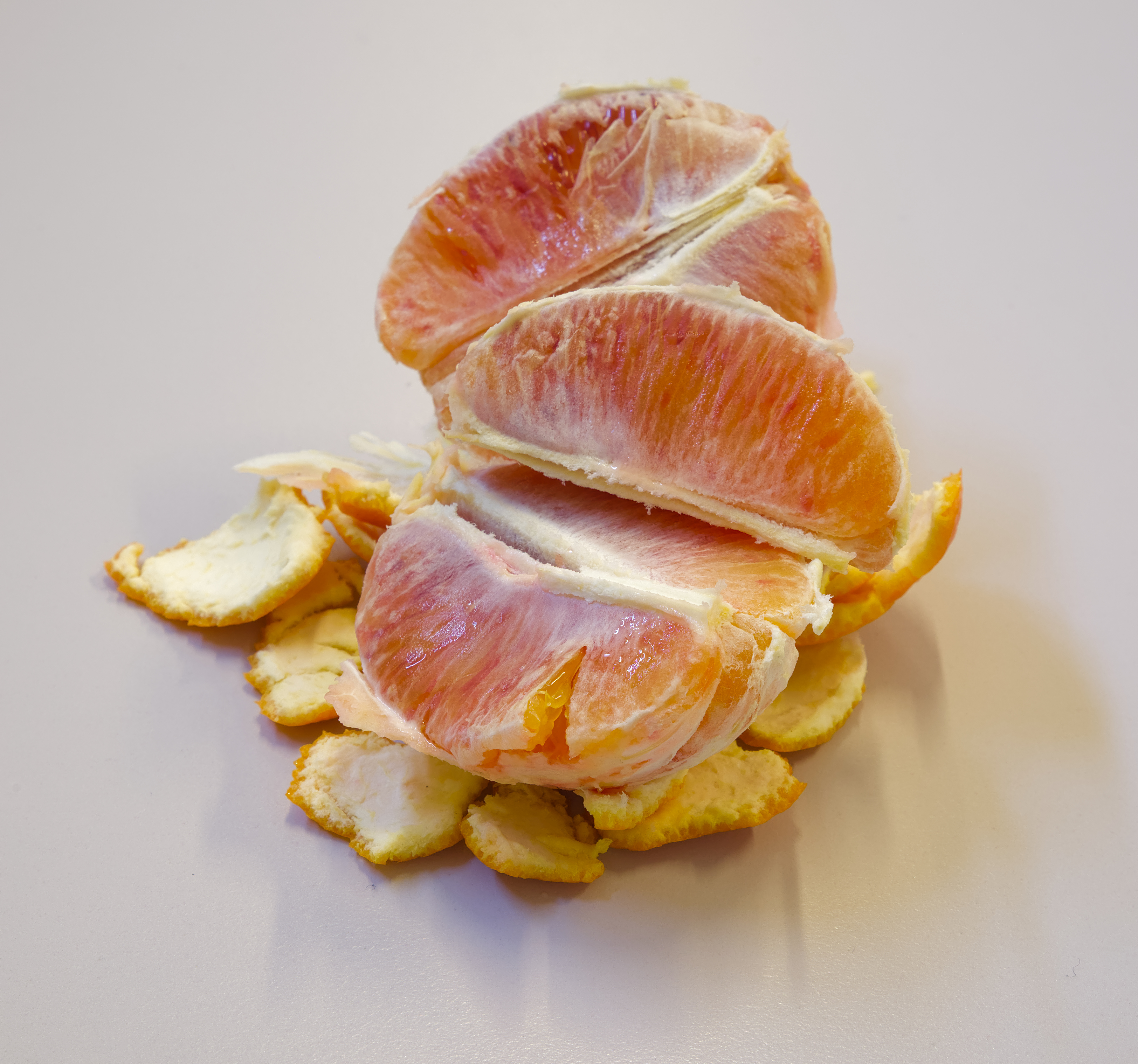
Orange sanguine asperme (sans pépins)

Moor, ou Moro de Catane, la variété la plus cultivée aux États-Unis. La plus précoce, la chair est violet foncé plus ou moins homogène et la peau rouge-orange. Originaire de la région de Lentini et répandue dans les régions de Catane et Syracuse les cultivars suivants sont admis en culture Moro comune, Moro di Lentini, Moro nucellar 58-8D-1.

### Tarocco
La Tarocco, (di tutte e tre la Regina : la reine des trois) est un fruit asperme de taille moyenne ou petite, doux et savoureux, particulièrement populaire en Italie. Elle aurait été obtenue à partir d'une mutation de la Sanguinello à Francofonte. Sa richesse en vitamine C est élevée. La Tarocco est hâtive.
Selon Gaetano Ruggieri, l’orange ‘Tarocco’ serait née vers 1900 à Francofonte par manipulation involontaire de greffons de sanguinello. On ignore pourquoi on a donné à cette orange le nom de ‘tarocco’ (tarot en italien).

### Sanguinello - Sanguinelli
La Sanguinello, découverte en Espagne en 1929, largement produite en Sicile, a une peau rougeâtre, peu de graines, une chair tendre et sucrée. Sa maturité est tardive,. Sa taille est petite, elle supporte bien un stockage prolongé. Sanguinelli est une seconde obtention espagnole mise en culture en 1950, sans épine, le fruit est de taille moyenne et sa coloration peut être très sombre. Elle porte un nom espagnol (pluriel de Sanguinella) pour la distinguer des sanguines de Sicile, et celui de Sakasli en Tunisie,.

### La maltaise
Malte a été un centre de diffusion d'orange sanguine, en 1859 c'est à partir de Malte que l'orange sanguine fut réintroduite en Extrême Orient. Il existe une Bloodred Malta au Pakistan ou la production de Gujranwala est renommée et au Pendjab, en Inde, Beladi Blood qui aurait été importée de Malte en Egypte vers 1830. La maltaise sanguine semble être un clone de ces variétés. L'orange maltaise demi-sanguine est une variété d'orange douce et semi-sanguine cultivée en Tunisie, sur la péninsule du cap Bon.

## Labels de qualité

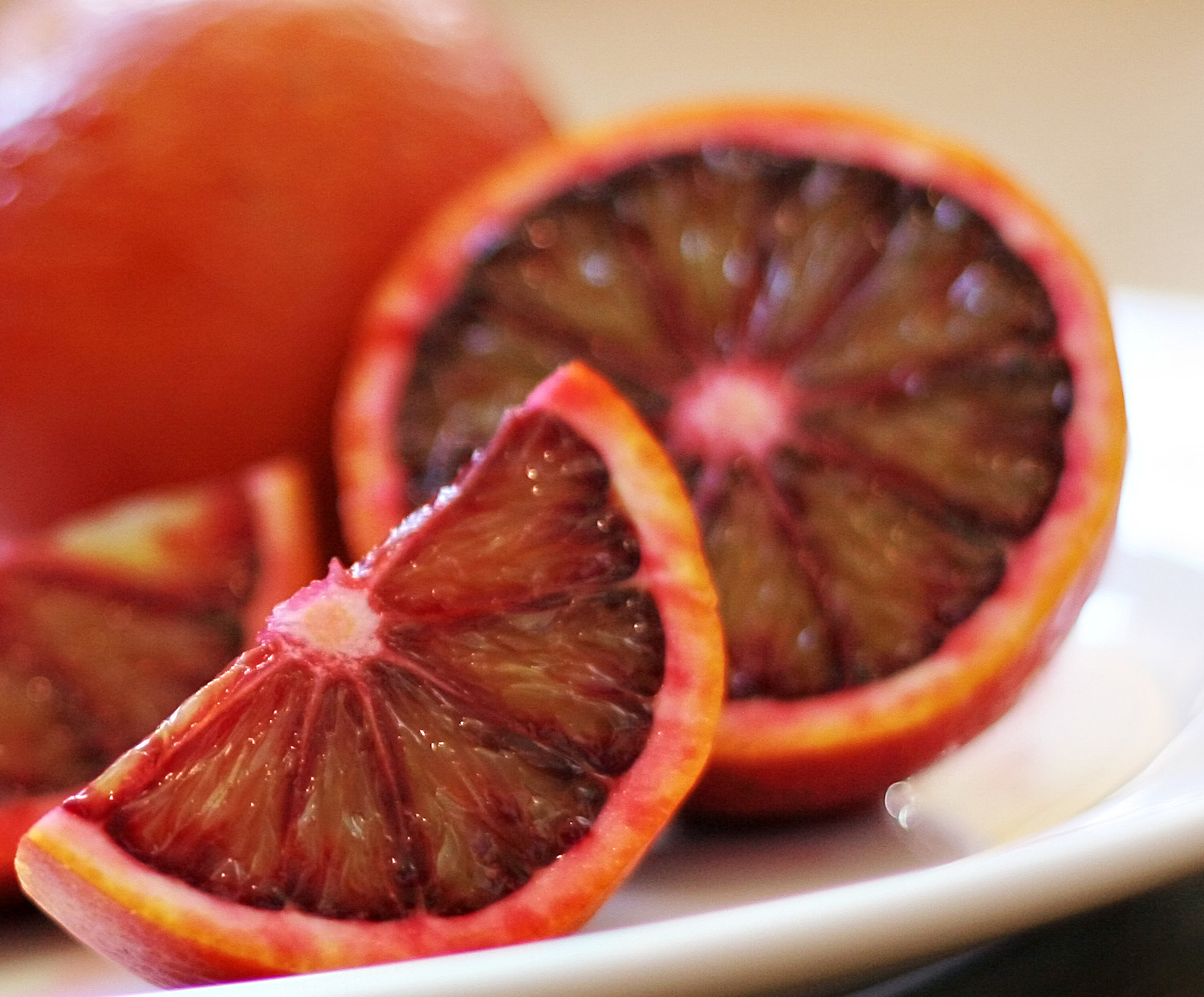
Orange sanguine de Sicile IGP

### IGP Arancia rossa di Sicilia
L'IGP Arancia rossa di Sicilia est une IGP qui couvre une zone de production de Sicile orientale (provinces de Catane, d'Enna, et de Syracuse) enregistrée par la Commission européenne en vertu du règlement (CE) n° 1107/96 le 12 juin 1996 - circulaire italienne d'octobre 1997,. Le cahier des charges indique qu'elle « se caractérise par un grand ensoleillement la journée et par des températures fraîches la nuit, que l'on doit aux courants d'air provenant du massif volcanique de l'Etna ainsi qu'aux faibles précipitations. Dans cette région, les cultivars Sanguinello, Tarocco et Moro ont trouvé les conditions idéales pour fournir une production de qualité ».
Il met en évidence la relation qui peut exister entre des facteurs climatiques et les caractéristiques de ces oranges sanguines.

### IGC Orange sanguine de Zizhong
L'orange sanguine italienne Tarocco, introduite en 1992 dans le comté de Zizhong, sous-préfecture de Neijiang, province du Sichuan, bénéficie d'une indication géographique nationale chinoise depuis 2010 sous le nom 资中血橙 (Zīzhōng xuè chéng). C'est une grosse orange (150 à 200 g.) récoltée à compter de janvier. Elle aurait été améliorée sur place, et dépasserait en qualité les sanguines italiennes d'après les sources chinoises.

### O.P. Rosaria
L'O.P. Rosaria est une organisation de producteurs siciliens qui privilégie la qualité. Elle a créé la marque Orange rouge de l'Etna.

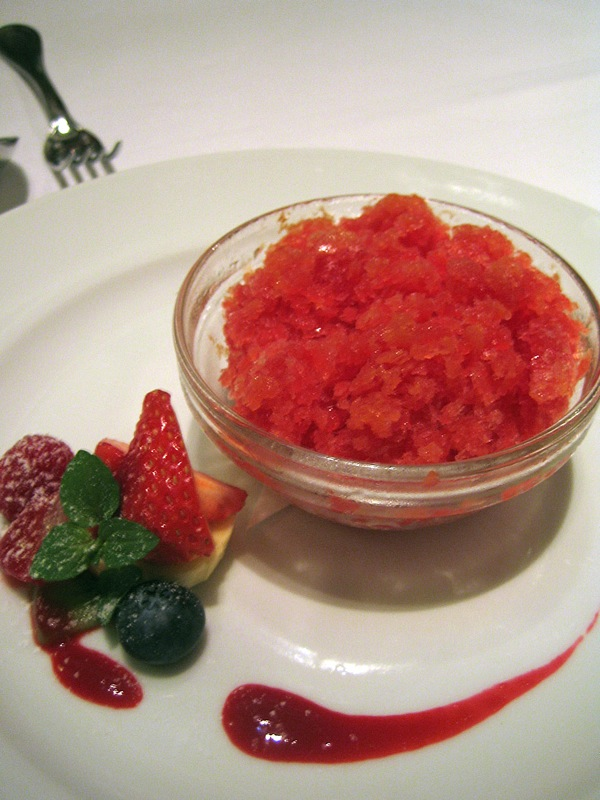
Granité à l'orange sanguine

## Fables et folklore
- Depuis longtemps on raconte que l'orange sanguine (arancia-granata en Italien) est issue d'une greffe d'oranger sur grenadier dont le jus peut prendre une teinte rouge sombre signalant la forte présence d'anthocyanines[67],[68]. Ce qui n'a botaniquement et génétiquement aucun sens.
- L'orange sanguine est un fruit rare de par sa dépendance au climat méditerranéen à hivers froids, secs et ensoleillés, les fraudeurs ont donc commercialisé des oranges artificiellement colorées au rouge d'aniline imitant les sanguines. En 1908, la Gazette de médecine de Lyon rapporte le cas d'une jeune russe blessée par l'aiguille de la seringue qui avait servi à l'injection du colorant cassée dans le fruit[69].
- Autre légende : l'orange sanguine rougit extérieurement quand elle reste 2 ans sur l'arbre[70].
- Il existe un poire nommée Orange rouge et souvent Orange sanguine décrite en 1860, maturité en aout[71].